# Liste der Siedlungsgebiete der Arbëresh
Diese Liste der Siedlungsgebiete der Arbëresh (Arbëria) enthält 41 Arbëresh-Gemeinden und neun Fraktionen in sieben italienischen Regionen in Mittel- und Süditalien, wo die Arbëresh neben der italienischen auch die Ursprache ihrer Vorfahren in der Variante Arbëreshë sprechen und durch das Gesetz Nr. 482 „Zum Schutz der historischen Sprachminderheiten“ vom 15. Dezember 1999 geschützt werden.
Viele der Gemeinden, in denen noch Arbëresh gesprochen wird, haben im Laufe der Jahrhunderte den byzantinischen Ritus verloren. Dies geschah unter dem Druck der religiösen und zivilen Behörden auf lokaler Ebene. Zirka die Hälfte der Arbëresh-Gemeinden sind in den ersten zwei Jahrhunderten zum lateinischen Ritus übergegangen. Der byzantinische Ritus hält sich vor allem in den Arbëresh-Gemeinden der Provinz Cosenza, in Kalabrien und in denen in der Umgebung von Piana degli Albanesi in Sizilien.
| Region     | Provinz oder Metropolitanstadt | Fraktion oder Gemeinde                        | Arbëresh-Dialekt    | Gründungsjahr              | weitere Immigrationen | Religion; Ritus:                           | Tracht                                                              |
| ---------- | ------------------------------ | --------------------------------------------- | ------------------- | -------------------------- | --------------------- | ------------------------------------------ | ------------------------------------------------------------------- |
| Abruzzen   | Pescara                        | Villa Badessa                                 | Badhesa             | 1743                       | 1748                  | griechisch-byzantinisch                    |                                                                     |
| Molise     | Provinz Campobasso             | Campomarino                                   | Këmarini            | nach 1456                  | nach 1458             | römisch-katholisch                         |                                                                     |
| Molise     | Provinz Campobasso             | Montecilfone                                  | Munxhufuni          | nach 1456                  |                       | römisch-katholisch                         |                                                                     |
| Molise     | Provinz Campobasso             | Portocannone                                  | Portkanuni          | nach 1456                  | nach 1458             | römisch-katholisch                         |                                                                     |
| Molise     | Provinz Campobasso             | Ururi                                         | Ruri                | nach 1456                  |                       | römisch-katholisch                         |                                                                     |
| Kampanien  | Provinz Avellino               | Greci                                         | Katundi             | 1461                       |                       | römisch-katholisch                         |                                                                     |
| Apulien    | Provinz Foggia                 | Casalvecchio di Puglia                        | Kazallveqi          | nach 1464                  |                       | römisch-katholisch                         |                                                                     |
| Apulien    | Provinz Foggia                 | Chieuti                                       | Qefti               | um 1468                    |                       | römisch-katholisch                         | Albanische Tracht um 1816                                           |
| Apulien    | Provinz Tarent                 | San Marzano di San Giuseppe                   | Shën Marcani        | 1530                       |                       | römisch-katholisch                         |                                                                     |
| Basilikata | Provinz Potenza                | Barile                                        | Barilli             | 1478                       | 1534, 1647            | römisch-katholisch                         |                                                                     |
| Basilikata | Provinz Potenza                | Ginestra                                      | Zhura               | 1478                       | 1534                  | römisch-katholisch                         |                                                                     |
| Basilikata | Provinz Potenza                | Maschito                                      | Mashqiti            | 1478,                      | 1534, 1647            | römisch-katholisch                         |                                                                     |
| Basilikata | Provinz Potenza                | San Costantino Albanese                       | Shën Kostandini     | 1534                       |                       | griechisch-byzantinisch                    |                                                                     |
| Basilikata | Provinz Potenza                | San Paolo Albanese                            | Shën Pali           | 1534                       |                       | griechisch-byzantinisch                    |                                                                     |
| Kalabrien  | Provinz Catanzaro              | Andali                                        | Andalli             | 1542–1574                  |                       | römisch-katholisch                         |                                                                     |
| Kalabrien  | Provinz Catanzaro              | Caraffa di Catanzaro                          | Garrafë             | 1550                       | nach 1663             | römisch-katholisch                         |                                                                     |
| Kalabrien  | Provinz Catanzaro              | Gizzeria                                      | Jacarise            | 1504 ca.                   |                       | römisch-katholisch                         |                                                                     |
| Kalabrien  | Provinz Catanzaro              | Marcedusa                                     | Marçëdhuza          | prima del 1541             |                       | römisch-katholisch                         |                                                                     |
| Kalabrien  | Provinz Catanzaro              | Vena di Maida (Maida)                         | Vjna                | 1468 ca.                   |                       | römisch-katholisch                         |                                                                     |
| Kalabrien  | Provinz Catanzaro              | Zangarona                                     | Xingarona           | seconda metà del XV secolo |                       | römisch-katholisch                         |                                                                     |
| Kalabrien  | Provinz Cosenza                | Acquaformosa                                  | Firmoza             | prima del 1501             |                       | griechisch-byzantinisch                    |                                                                     |
| Kalabrien  | Provinz Cosenza                | Cantinella (Corigliano Calabro)               | Kantinela           | 19??                       |                       | griechisch-byzantinisch                    |                                                                     |
| Kalabrien  | Provinz Cosenza                | Castroregio                                   | Kastërnexhi         | zwischen 1510 und 1515     | 1534                  | griechisch-byzantinisch                    |                                                                     |
| Kalabrien  | Provinz Cosenza                | Cavallerizzo (Cerzeto)                        | Kajverici           | um 1470                    |                       | römisch-katholisch                         |                                                                     |
| Kalabrien  | Provinz Cosenza                | Cervicati                                     | Çervikat            | 1468                       | 1506                  | römisch-katholisch                         |                                                                     |
| Kalabrien  | Provinz Cosenza                | Cerzeto                                       | Qana                | um 1478                    |                       | römisch-katholisch                         |                                                                     |
| Kalabrien  | Provinz Cosenza                | Civita                                        | Çifti               | zwischen 1470 und 1492     |                       | griechisch-byzantinisch                    | Arbëresh während der traditionellen Vallet-Tänze                    |
| Kalabrien  | Provinz Cosenza                | Ejanina (Frascineto)                          | Purçìll             | 1470                       |                       | griechisch-byzantinisch                    |                                                                     |
| Kalabrien  | Provinz Cosenza                | Falconara Albanese                            | Fullkunara          | nach 1539                  |                       | griechisch-byzantinisch                    | Byzantinischer Altar der Kirche San Salvatore in Falconara Albanese |
| Kalabrien  | Provinz Cosenza                | Farneta (Castroregio)                         | Farneta             | 1560 ca.                   |                       | griechisch-byzantinisch                    |                                                                     |
| Kalabrien  | Provinz Cosenza                | Firmo                                         | Ferma               | um 1540                    |                       | griechisch-byzantinisch                    |                                                                     |
| Kalabrien  | Provinz Cosenza                | Frascineto                                    | Frasnita            | vor 1552                   |                       | griechisch-byzantinisch                    |                                                                     |
| Kalabrien  | Provinz Cosenza                | Lungro                                        | Ungra               | um 1486                    |                       | griechisch-byzantinisch                    |                                                                     |
| Kalabrien  | Provinz Cosenza                | Macchia Albanese (San Demetrio Corone)        | Maqi                | 1471                       |                       | griechisch-byzantinisch                    |                                                                     |
| Kalabrien  | Provinz Cosenza                | Marri (San Benedetto Ullano)                  | Allimarri           |                            |                       | griechisch-byzantinisch                    |                                                                     |
| Kalabrien  | Provinz Cosenza                | Mongrassano                                   | Mungrasana          | um 1470                    |                       | römisch-katholisch                         |                                                                     |
| Kalabrien  | Provinz Cosenza                | Plataci                                       | Pllatëni            | um 1476                    |                       | griechisch-byzantinisch                    |                                                                     |
| Kalabrien  | Provinz Cosenza                | Rota Greca                                    | Rrota               |                            |                       | römisch-katholisch                         |                                                                     |
| Kalabrien  | Provinz Cosenza                | San Basile                                    | Shën Vasili         | 1475–1480                  |                       | griechisch-byzantinisch                    |                                                                     |
| Kalabrien  | Provinz Cosenza                | San Benedetto Ullano                          | Shën Benedhiti      | um 1478                    |                       | griechisch-byzantinisch                    |                                                                     |
| Kalabrien  | Provinz Cosenza                | Santa Caterina Albanese                       | Picilia             | um 1478                    |                       | römisch-katholisch                         |                                                                     |
| Kalabrien  | Provinz Cosenza                | San Cosmo Albanese                            | Strihàri            | 1470                       |                       | griechisch-byzantinisch                    |                                                                     |
| Kalabrien  | Provinz Cosenza                | San Demetrio Corone                           | Shën Mitri          | 1471                       |                       | griechisch-byzantinisch                    |                                                                     |
| Kalabrien  | Provinz Cosenza                | San Giorgio Albanese                          | Mbuzati             | um 1470                    |                       | griechisch-byzantinisch                    |                                                                     |
| Kalabrien  | Provinz Cosenza                | San Giacomo di Cerzeto (Cerzeto)              | Shën Japku          | um 1478                    |                       | römisch-katholisch                         |                                                                     |
| Kalabrien  | Provinz Cosenza                | San Martino di Finita                         | Shën Mërtiri        | vor 1503                   |                       | römisch-katholisch                         |                                                                     |
| Kalabrien  | Provinz Cosenza                | Santa Sofia d’Epiro                           | Shën Sofia          | 1472                       |                       | griechisch-byzantinisch                    |                                                                     |
| Kalabrien  | Provinz Cosenza                | Spezzano Albanese                             | Spixana             | um 1478                    |                       | römisch-katholisch                         |                                                                     |
| Kalabrien  | Provinz Cosenza                | Vaccarizzo Albanese                           | Vakarici            | um 1470                    |                       | griechisch-byzantinisch                    |                                                                     |
| Kalabrien  | Provinz Crotone                | Carfizzi                                      | Karfici             | 1530 ca.                   |                       | römisch-katholisch                         |                                                                     |
| Kalabrien  | Provinz Crotone                | Pallagorio                                    | Puhëriu             | zw. 1614 und 1618          |                       | römisch-katholisch                         |                                                                     |
| Kalabrien  | Provinz Crotone                | San Nicola dell'Alto                          | Shën Kolli          | 1480                       |                       | römisch-katholisch                         |                                                                     |
| Sizilien   | Metropolitanstadt Catania      | Biancavilla                                   | Callìcari           | um 1488                    |                       | römisch-katholisch                         |                                                                     |
| Sizilien   | Metropolitanstadt Palermo      | Contessa Entellina                            | Kundisa             | 1450                       |                       | griechisch-byzantinisch römisch-katholisch |                                                                     |
| Sizilien   | Metropolitanstadt Palermo      | Mezzojuso                                     | Munxifsit           | 1490                       |                       | griechisch-byzantinisch                    |                                                                     |
| Sizilien   | Metropolitanstadt Palermo      | Palazzo Adriano                               | Pallaci             | 1481                       |                       | griechisch-byzantinisch römisch-katholisch |                                                                     |
| Sizilien   | Metropolitanstadt Palermo      | Piana degli Albanesi (früher Piana dei Greci) | Hora e Arbëreshëvet | 1488                       |                       | griechisch-byzantinisch                    |                                                                     |
| Sizilien   | Metropolitanstadt Palermo      | Santa Cristina Gela                           | Sëndahstina         | 1691                       |                       | griechisch-byzantinisch                    |                                                                     |